# Erich Förste
Erich Förste (* 11. Februar 1892 in Magdeburg; † 10. Juli 1963 in Kiel) war ein deutscher Admiral im Zweiten Weltkrieg.

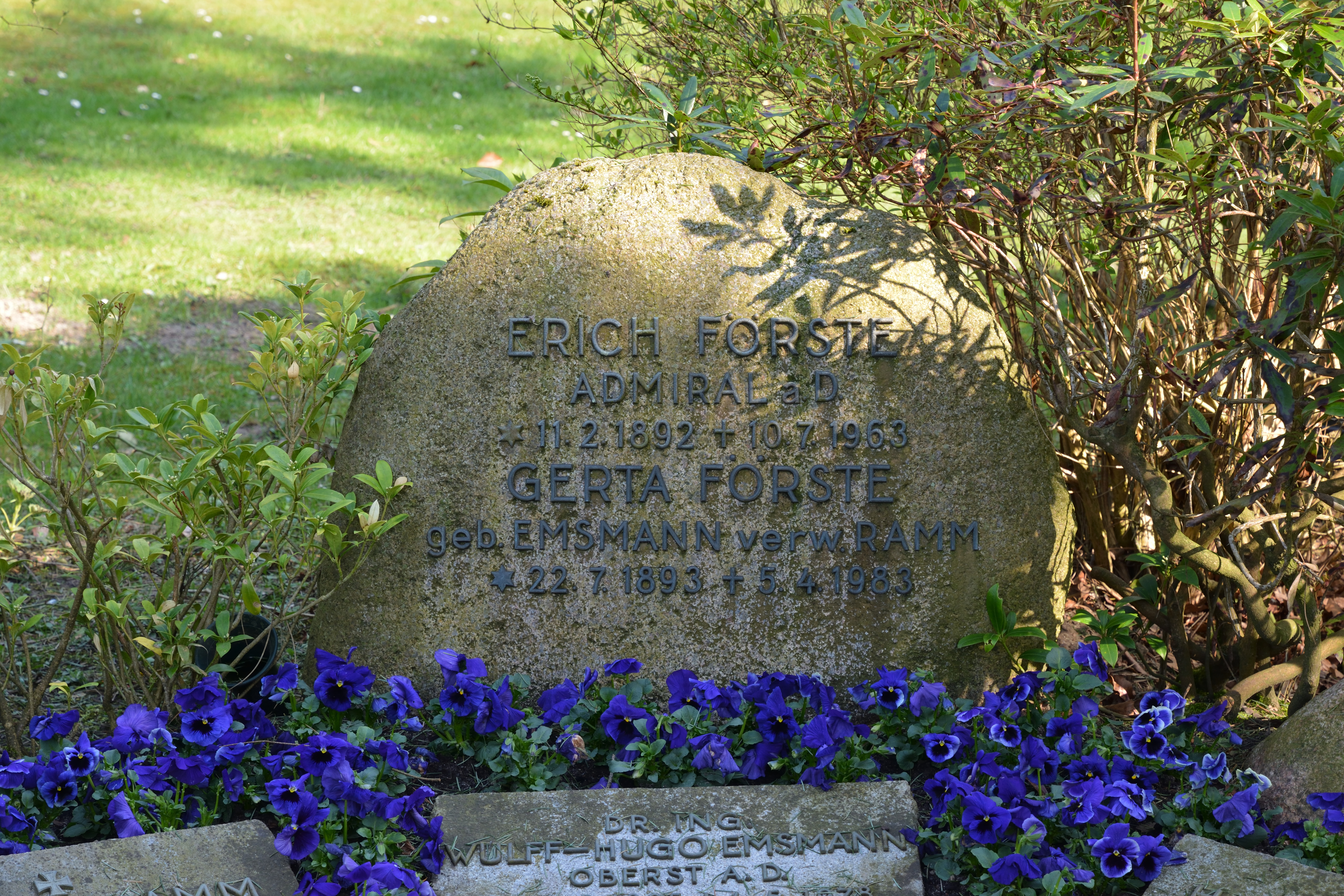
Grab auf dem Nordfriedhof Kiel

## Leben
Nach dem Besuch des König-Albert-Gymnasiums in Leipzig trat Förste am 1. April 1910 als Seekadett in die Kaiserliche Marine ein und absolvierte seine Grundausbildung auf dem Großen Kreuzer Hertha. Nach dem Besuch der Marineschule, an der er am 15. April 1911 zum Fähnrich zur See ernannt worden war, kam er am 1. Oktober 1912 auf das Großlinienschiff Friedrich der Große. Dort erfolgte am 27. September 1913 seine Beförderung zum Leutnant zur See und Förste wurde nach Ausbruch des Ersten Weltkriegs als Wachoffizier und Adjutant auf dem Schiff verwendet. Als Oberleutnant zur See (seit 22. März 1916) absolvierte er vom 9. August bis 31. Dezember 1916 eine Ubootausbildung an der Unterseebootsschule und war dann Wachoffizier auf U 86. Anfang März 1918 übernahm Förste mit UB 34 als Kommandant sein erstes eigenes Boot. Von 4. September bis 9. November 1918 war er Kommandant von UB 99 und in der Folgezeit bis 28. Februar 1919 bei der I. Unterseebootsflottille mit der Abwicklung beschäftigt. Für sein Verhalten während des Krieges war Förste mit beiden Klassen des Eisernen Kreuzes, dem Ritterkreuz II. Klasse des Albrechts-Ordens mit Schwertern, dem U-Boot-Kriegsabzeichen sowie dem Marineverwundetenabzeichen ausgezeichnet worden.

### Reichsmarine
Förste schloss sich der III. Marine-Brigade an, einem Freikorps, das sich maßgeblich am Kapp-Putsch beteiligte. Im Oktober 1921 wurde er in die Reichsmarine übernommen und der II. Abteilung der Schiffsstammdivision der Ostsee zugeteilt. Dort wurde Förste am 1. Januar 1921 zum Kapitänleutnant befördert. Vom 1. Juli 1922 bis 1. März 1925 war Förste Kommandant des Torpedobootes T 143 und im Anschluss daran Kommandant von T 141. Am 28. September 1925 folgte seine Ernennung zum 2. Admiralstabsoffizier im Stab der Marinestation der Ostsee. Vom 20. April bis 5. Oktober 1927 wurde er zur Verfügung gestellt und absolvierte im Anschluss die Führergehilfenausbildung. Währenddessen wurde er am 1. November 1928 Korvettenkapitän. Nach dem erfolgreichen Abschluss erfolgte vom 26. Februar bis 14. März 1929 die Baubelehrung am Leichten Kreuzer Königsberg. Er war danach einen Monat lang Führer des Besatzungsstamms und wurde nach der Indienststellung des Schiffes am 17. April 1929 Erster Offizier. Förste ging am 25. September 1931 von Bord und wurde am 1. Oktober 1931 als Referent in die Haushaltsabteilung der Marineleitung versetzt. Am 1. Oktober 1933 erfolgte seine Beförderung zum Fregattenkapitän und am 25. September 1934 seine Ernennung zum Chef der Abteilung.

### Kriegsmarine
Am 1. September 1935 wurde er zum Kapitän zur See befördert und am 29. September 1937 zum Kommandanten des Leichten Kreuzers Karlsruhe ernannt. Am 21. Mai 1938 wurde er Kommandant des Schlachtschiffs Gneisenau.

#### Stabsoffizier
Förste verblieb über den Beginn des Zweiten Weltkriegs an Bord, wurde am 1. November 1939 zum Konteradmiral befördert und kurze Zeit darauf am 25. November 1939 abgelöst. Er kam am 6. Dezember 1939 an die Kriegsmarinewerft Wilhelmshaven und war dort bis zum 3. Februar 1941 Chef der Zentralabteilung und dann Chef des Stabes. In dieser Funktion wurde er am 1. September 1941 Vizeadmiral.

#### Admiral Ägäis
Nach der Besetzung Griechenlands ernannte man Förste am 27. September 1941 zum Admiral Ägäis. Dieser unterstand dem Marinegruppenkommando Süd, das wenige Monate vorher aus dem Marinebefehlshaber Griechenland eingerichtet worden war. Förste übernahm den Posten von Vizeadmiral Hans Hubertus Stosch und war der zweite Befehlshaber in dieser Dienststellung. Das Marinegruppenkommando koordinierte den gemeinsamen Einsatz der deutschen und der italienischen Seestreitkräfte, wobei den Eingaben der italienischen Stabsoffiziere im komplexen Gefüge der Zuständigkeiten lediglich Vorschlagscharakter zugestanden wurde. Der Einsatz der Seestreitkräfte der Achsenmächte wurde aber faktisch allein vom Chef des Marinegruppenkommando Süd, Karlgeorg Schuster, befehligt. Kurz vor Förstes Ernennung war auf Salamis die 23. U-Flottille eingerichtet worden, die unter dem Kommando des erfahrenen U-Bootkommandanten Fritz Frauenheim stand. In diesem Seegebiet hatte nominell aber der Admiral Ägäis das Kommando. Mit Frauenheims Kommando über die 23. U-Flottille, wodurch er dem Marinegruppenkommando Süd direkt unterstellt worden war, ging allerdings faktisch seine Befehlsgewalt über die deutschen (und somit auch die italienischen) U-Boote östlich der Straße von Messina einher. Dies führte zu einer grotesken Gleichstellung mit dem erheblich dienstälteren und ranghöheren Förste, was Admiral Schuster am 16. Oktober zu einer Beschwerde veranlasste. Als Konsequenz wurde Schuster das Kommando über die deutschen U-Boote entzogen und vollständig dem Führer der U-Boote im Mittelmeer, Victor Oehrn übertragen, was von Schuster sehr bedauert wurde. Als im März 1942 die Hafenanlagen des Marinestützpunktes in Saint-Nazaire durch ein britisches Kommandounternehmen geschädigt wurde, erwog die Seekriegsleitung, einen "ständigen Vertreter der Marine" in das Führerhauptquartier zu entsenden. Heinz Assmann, Referent beim Oberkommando der Marine, brachte für diesen Posten Förste ins Gespräch, was allerdings auf Ablehnung Raeders stieß. Förste behielt seinen Posten auch nach der Umbenennung der Dienststelle in Kommandierender Admiral Ägäis ab 1. Februar 1943 bei.

#### Kriegsende
Gleichzeitig mit seiner Beförderung zum Admiral am 1. März 1943 wurde Förste Kommandierender Admiral der Marinestation der Nordsee und in dieser Stellung am 25. Mai 1943 mit dem Deutschen Kreuz in Gold ausgezeichnet. Vom 22. Juni 1943 bis zu seiner Gefangennahme am 10. Juli 1945 fungierte Förste als Oberbefehlshaber des Marineoberkommandos Nord.

### Nachkriegszeit
Förste wurde am 20. Januar 1947 aus britischer Kriegsgefangenschaft entlassen. Von 1953 bis 1956 war er Chefredakteur der Marine-Rundschau, deren Erscheinen 1944 eingestellt worden war. Er schrieb auch Leitartikel und das politische Feuilleton für das Jeversche Wochenblatt.

#### Raeders Memoiren
Ab 1955 war er durch den ihm in Freundschaft verbundenen Erich Raeder mit der Abfassung von dessen Memoiren beauftragt. In seiner Ausformulierung der Erinnerungen des im selben Jahr – aus gesundheitlichen Gründen – aus der Haft entlassenen ehemaligen Großadmirals konnte Förste auf eine weitreichende Unterstützung aus den Reihen des ehemaligen Offizierskorps der Kriegsmarine zurückgreifen. Er kommentierte die während der Recherche gemachte Beobachtung, „... dass die Marine sich sofort zusammenfindet [...], wenn es um unsere beiden Großadmiräle geht“ als „rührend“. Einige kontroverse Thematiken, wie der vieldiskutierte Wechsel des Postens des Flottenchefs von Wilhelm Marschall auf Günther Lütjens im Vorfeld des Unternehmen Weserübung im Jahre 1940 oder das Verhältnis zwischen Raeder und Karl Dönitz, beleuchtete Förste in seiner Darstellung allerdings nur spärlich oder ließ sie gänzlich weg. Raeders Autobiographie, zu der dieser außer einer Redigierung nichts beigetragen hatte, erschien 1957 unter dem Titel Mein Leben.

## Schriften
- Die deutsche Flagge über See. Von der Auslandstätigkeit deutscher Kriegsschiffe. Detke, Leipzig 1934. Wurde nach Ende des Zweiten Weltkriegs in der Sowjetischen Besatzungszone auf die Liste der auszusondernden Literatur gesetzt.[11]